# Oeceoclades
Oeceoclades là một chi thực vật có hoa trong họ, Orchidaceae.